# John Rennie (1794–1874)
John Rennie młodszy  (ur. 30 sierpnia 1794 w Londynie, zm. 3 września 1874 w Bengeo) – brytyjski inżynier (inżynieria lądowa), stanowiący ogniwo przekazu wiedzy pomiędzy dwoma pokoleniami inżynierów brytyjskich – starszego (reprezentowanego m.in. przez Thomasa Telforda) i młodszego (m.in. George i Robert Stephensonowie, Marc i Isambard Kingdom Brunelowie).

## Życiorys
Syn Johna, starszego, brat George’a. Zanim w 1809 rozpoczął praktykę w przedsiębiorstwie ojca, kształcił się w londyńskich szkołach Greenlawa w Isleworth i  Burneya w Greenwich. Pełnił funkcje pomocnicze na budowach przepraw mostowych: w miejscu współczesnego Waterloo Bridge i łączącej Southwark z City (szkice robocze i dobór materiałów) oraz kanału Kennet and Avon Canal czy pracach mierniczych w portach nad Tyne i w Szkocji.
Po powrocie w 1821 z dwuletniej podróży (typu Grand Tour) po Francji, Szwajcarii, Włoszech (w Rzymie poznał m.in. Antonia Canovę, Humphry’ego Davy’ego, Williama Gella i Bertela Thorvaldsena) i wschodniej części basenu Morza Śródziemnego, objął wraz z bratem (wobec choroby i rychłej śmierci ojca) prowadzenie przedsiębiorstwa inżynieryjnego z fabryką (w którym produkowano m.in. od lat 30. XIX wieku śruby do okrętów powstających w stoczni J. & G. Rennie w Greenwich), opracował dla niego m.in. koła o stałych łopatkach. W latach 1821–1831 po ojcu uzyskał również funkcję inżynierską przy Admiralicji, z jej ramienia kończąc jego prace nad zabudowaniami portowymi w Plymouth (falochron i centrum zaprowiantowania – Royal William Victualling Yard – ostatecznie ukończone w 1835), uczestnicząc też w innych tego typu budowach w południowo-wschodniej Anglii (Portsmouth, Ramsgate, Sheerness, Woolwich), korzystając przy tym obficie z zasobów wytwarzanych w rodzinnym przedsiębiorstwie.
Równocześnie działał w obszarze cywilnej inżynierii lądowej w Wielkiej Brytanii (kontynuacja rozpoczętej przez ojca budowy London Bridge, doki w Whitehaven i w Cardiff, odbudowa portu w Bostonie, rozpoczęte jeszcze przez ojca prace melioracyjne w Lincolnshire i sąsiednim Cambridgeshire – w tym regulację rzek Welland i Nene koło Wisbech, współpracując w tym przypadku z Thomasem Telfordem) i na Azorach (falochron w Ponta Delgada). W pierwszej połowie lat 30. XIX wieku podróżował po Europie, odwiedził m.in. Hiszpanię i Rosję (w tym i ziemie polskie). Prócz tego – już na mniejszą skalę – brał udział w przedsięwzięciach kolejowych, takich jak krótkotrwałe prace (wraz z bratem) nad Liverpool and Manchester Railway (ostatecznie prowadzone przez G. Stephensona), projekty systemu kolei w Szwecji (1852) i (niezrealizowanych) w Portugalii (1855).
Autor Theory, formation and construction of British and foreign harbours (w 2 tomach, 1854) i Autobiography (wydana pośmiertnie, 1875), a także Account of Plymouth Breakwater (1848) i artykułu o porcie w Ostii. Uszlachcony w 1831, członek Royal Society (od 1823) i Institution of Civil Engineers (od 1844; prezes 1845–1848), a także Zoological Society of London.